# 廉智詠
廉智詠（韓語：염지영，1984年7月10日—），韓國女演員。

## 個人生活
2019年，与電影《標靶》《青年警察》的电影制作人李俊佑相恋8年后結婚。

## 影視作品

### 電視劇
- 2012年：tvN《我愛李太利》
- 2014年：OCN《Reset》饰演 李英娜
- 2016年：OCN《吸血鬼偵探》饰演 崔善英
- 2016年：SBS《愛情來了》饰演 金代理
- 2018年：JTBC《漢摩拉比小姐》饰演 尹智英
- 2018年：MBN《魔女之愛》
- 2018年：SBS《Miss Ma：復仇的女神》
- 2018年：JTBC《第3種魅力》
- 2019年：Netflix《喜歡的話請響鈴》
- 2020年：Channel A《Touch》
- 2020年：tvN《Memorist》
- 2021年：SBS《飛吧開天龍》（特別出演）
- 2022年：tvN《月水金火木土》饰演 吴次长
- 2022年：wavve《弱美男英雄Class 1》饰演 班主任
- 2023年：SBS《7人的逃脫》飾演

### 電影
- 2010年：《他人的家》
- 2011年：《白蝴蝶》饰演 女演员1
- 2011年：《潇洒人生》饰演 记者
- 2013年：《殺人漫畫》饰演 女记者
- 2013年：《速水花美男》饰演 英语老师
- 2013年：《偷心賊》饰演 采访记者
- 2014年：《標靶》饰演 刘贤英
- 2015年：《愛上變身情人》饰演 女客人
- 2019年：《證人》饰演 高中班主任
- 2019年：《如同第一杯》饰演 李科长
- 2021年：《Double Patty》饰演 珠媛的母亲
- 2023年：《The Moon》饰演 TELMU
- 待定：《MIST》[3]